# West Bromwich Albion Football Club 2022-2023
Questa voce raccoglie le informazioni riguardanti il West Bromwich Albion Football Club nelle competizioni ufficiali della stagione 2022-2023.

## Maglie e sponsor
| Casa | Trasferta | Terza divisa |

Sponsor ufficiale: Ideal Heating
Fornitore tecnico: Puma

## Rosa

### Rosa 2022-2023
Rosa, numerazione e ruoli, tratti dal sito ufficiale, sono aggiornati al 31 gennaio 2023.
| N. |                        | Ruolo | Calciatore                |
| -- | ---------------------- | ----- | ------------------------- |
| 1  | Inghilterra (bandiera) | P     | David Button              |
| 2  | Inghilterra (bandiera) | D     | Darnell Furlong           |
| 3  | Inghilterra (bandiera) | D     | Conor Townsend            |
| 5  | Inghilterra (bandiera) | D     | Kyle Bartley              |
| 6  | Nigeria (bandiera)     | D     | Semi Ajayi                |
| 7  | Australia (bandiera)   | C     | Tom Rogić                 |
| 8  | Inghilterra (bandiera) | C     | Jake Livermore (capitano) |
| 10 | Scozia (bandiera)      | C     | Matt Phillips             |
| 11 | Inghilterra (bandiera) | C     | Grady Diangana            |
| 12 | Stati Uniti (bandiera) | A     | Daryl Dike                |
| 14 | Irlanda (bandiera)     | C     | Jayson Molumby            |
| 15 | Paesi Bassi (bandiera) | D     | Erik Pieters              |
| 17 | Inghilterra (bandiera) | C     | Jed Wallace               |

| N. |                        | Ruolo | Calciatore             |
| -- | ---------------------- | ----- | ---------------------- |
| 18 | Inghilterra (bandiera) | A     | Karlan Grant           |
| 19 | Inghilterra (bandiera) | C     | John Swift             |
| 20 | Inghilterra (bandiera) | C     | Adam Reach             |
| 21 | Inghilterra (bandiera) | A     | Brandon Thomas-Asante  |
| 22 | Inghilterra (bandiera) | C     | Marc Albrighton        |
| 23 | Inghilterra (bandiera) | D     | Kean Bryan             |
| 24 | Inghilterra (bandiera) | P     | Alex Palmer            |
| 25 | Inghilterra (bandiera) | C     | Nathaniel Chalobah     |
| 29 | Inghilterra (bandiera) | D     | Taylor Gardner-Hickman |
| 33 | Inghilterra (bandiera) | P     | Josh Griffiths         |
| 34 | Inghilterra (bandiera) | D     | Ethan Ingram           |
| 35 | Turchia (bandiera)     | C     | Okay Yokuşlu           |

### Staff tecnico
Organigramma aggiornato al 25 dicembre 2022.
- Allenatore:  Carlos Corberán
- Assistente Allenatore:  Jorge Alarcón
- Vice Allenatore:  James Morrison
- Vice Allenatore:  Michael Hefele
- Preparatore portieri:  Gary Walsh
- Direttore medico:  Tony Strudwick
- Preparatore atletico:  Matt Bickley
- Reclutamento:  Ian Pearce
- Settore giovanile:  Richard Stevens
- Reclutamento giovanili:  Tom Brady